# Baćkowice (gemeente)
De gemeente Baćkowice is een landgemeente in het Poolse woiwodschap Święty Krzyż, in powiat Opatowski. De zetel van de gemeente is in Baćkowice.
Op 30 juni 2004 telde de gemeente 5163 inwoners.

## Oppervlakte gegevens
In 2002 bedroeg de totale oppervlakte van gemeente Baćkowice 96,25 km², waarvan:
- agrarisch gebied: 73%
- bossen: 22%

De gemeente beslaat 10,56% van de totale oppervlakte van de powiat.

## Demografie
Stand op 30 juni 2004:
| Omschrijving                   | Totaal | Totaal | Vrouwen | Vrouwen | Mannen | Mannen |
| ------------------------------ | ------ | ------ | ------- | ------- | ------ | ------ |
| eenheid                        | aantal | %      | aantal  | %       | aantal | %      |
| inwoners                       | 5163   | 100    | 2538    | 49,2    | 2625   | 50,8   |
| bevolkingsdichtheid (inw./km²) | 53,6   | 53,6   | 26,4    | 26,4    | 27,3   | 27,3   |

In 2002 bedroeg het gemiddelde inkomen per inwoner 1303,71 zł.

## Aangrenzende gemeenten
Iwaniska, Łagów, Opatów, Sadowie, Waśniów,